# Asilus glaucus
Asilus glaucus är en tvåvingeart som beskrevs av Zetterstedt 1855. Asilus glaucus ingår i släktet Asilus och familjen rovflugor.
Artens utbredningsområde är Sverige. Inga underarter finns listade i Catalogue of Life.